# Yeniyurt, Dulkadiroğlu
Yeniyurt là một xã thuộc huyện Dulkadiroğlu, tỉnh Kahramanmaraş, Thổ Nhĩ Kỳ. Dân số thời điểm năm 2010 là 273 người.